# Осада Гибралтара (1727)
Осада Гибралтара 1727 года происходила в рамках англо-испанской войны в период 11 февраля — 12 июня. Испанцы осаждали британский гарнизон. По разным данным, испанские войска насчитывали от 12 тыс. до 25 тыс. человек. Число защитников Гибралтара в начале осады было 1500, но увеличилось спустя некоторое время до 5000 человек. После пятимесячной осады и многочисленных попыток штурма испанцы отступили.